# Adinodon pattersoni
Adinodon pattersoni — викопний вид нижчих ссавців, що існував у крейдовому періоді (100 млн років тому). Описаний по рештках нижньої щелепи без зубів, що знайдена у каньйоні Грінвуд у відкладеннях формації Антлерс у штаті Техас, США.